# Гётше, Петер
Петер Гётше (дат. Peter Christian Gøtzsche; род. 26 ноября 1949) — датский врач, учёный и директор Скандинавского центра «Кокрановского сотрудничества» (Nordic Cochrane Center) в Королевском госпитале в Копенгагене, Дания. Является одним из основателей «Кокрана» и автором многочисленных систематических обзоров клинических испытаний, опубликованных Кокрановской библиотекой. Свыше 70 публикаций Гётше вышли в пятёрке ведущих медицинских изданий (The Lancet, BMJ, JAMA, Annals of Internal Medicine и New England Journal of Medicine).

## Биография
После окончания колледжа Гётше учился в университете и окончил его с дипломом магистра наук в области биологии и химии в 1974 году. Работал преподавателем непродолжительное время. В 1975 году он начал работать в фармацевтической промышленности в качестве торгового представителя Astra AB; несколько месяцев спустя он стал продакт-менеджером компании. В 1977 году Гётше получил работу в Astra-Syntex и стал ответственным за проведение клинических испытаний. Будучи на работе в Astra-Syntex, он начал изучать медицину и получил диплом врача в 1984 году. Он работал в нескольких больницах Копенгагена в 1984—1995 годах. Вместе с сэром Иэном Чалмерсом и примерно 80 учёными он учредил «Кокрановское сотрудничество» в 1993 году. В том же году Гётше открыл Скандинавский Кокрановский центр. В 2010 году Гётше было присвоено звание профессора Копенгагенского университета по разработке клинических исследований и их анализу.
В 2013 году была опубликована книга Гётше «Смертельно опасные лекарства и организованная преступность, или Как большая фарма коррумпировала здравоохранение» (Deadly Medicines and Organised Crime: How Big Pharma Has Corrupted Healthcare).
В 2017 году его избрали в руководящий совет «Кокрановского сотрудничества». Его членство в «Кокрановском сотрудничестве» было аннулировано советом управляющих «Сотрудничества» 25 сентября 2018 года. В 2019 году Гётше основал Институт свободной науки, который открылся 9 марта на Международном симпозиуме в Копенгагене.

## Исследовательская работа и систематические обзоры клинических испытаний
В одной из своих исследовательских работ Гётше выявил, что плацебо обладает удивительно слабым эффектом. Гётше также обнаружил, что многие систематические обзоры клинических испытаний метаанализов содержат ошибки, связанные с получением первоначальных данных. Гётше вместе с соавторами критиковал методы исследований и интерпретацию результатов, применявшиеся другими учёными при проведении систематических обзоров, где использовалось плацебо.
Гётше подвергал критике слабые систематические обзоры клинических испытаний и редакторскую политику ведущих медицинских рецензируемых журналов. Он писал о проблеме заказных медицинских статей, носящих в английском языке название «medical ghostwriting», и указывал, что практика написания и публикации подобных статей несовместима с этикой научной работы. Он также осуждал широкое применение антидепрессантов из группы селективных ингибиторов обратного захвата серотонина.

### Критика маммографии для скрининг-диагностики рака
Гётше выступил с жёсткой критикой маммографии, используемой для скрининг-диагностики рака молочной железы у женщин, аргументируя это тем, что нет оснований для повсеместного скрининга женщин старше определённого возраста. По мнению Гётше, скрининг с помощью маммографии не только не полезен, но и приводит к огромному вреду, который заключается в гипердиагностике и избыточном лечении здоровых женщин. Критический взгляд Гётше основан на проведённом им систематическом обзоре исследований скрининговой маммографии, который под заголовком «Оправдана ли польза от скрининга рака молочной железы с помощью маммографии?» (Is screening for breast cancer with mammography justifiable?) был опубликован в медицинском журнале The Lancet в 2000 году. В своём систематическом обзоре из-за нарушений в проведении рандомизации Гётше признал несостоятельными 6 из 8 клинических испытаний.
В 2006 году статья Гётше о скринговой маммографии была опубликована онлайн в European Journal of Cancer до печати. Журнал позже удалил это исследование со своего сайта без проведения формальной процедуры отзыва статьи. Статью позже опубликовал журнал Danish Medical Bulletin с короткой заметкой главного редактора, а Гётше и его соавторы сообщили, что удаление статьи с сайта журнала не было с ними согласовано.
В 2002 году Гётше опубликовал книгу «Скриниговая маммография: правда, ложь и скандал» (Mammography Screening: Truth, Lies and Controversy).

### Критика систематических обзоров по вакцине против вируса папилломы человека
По запросу медицинских властей Дании Европейское агентство лекарственных средств (European Medicines Agency) занялось анализом данных по применению у женщин вакцины папилломы человека и таких редких осложнений, как комплексный регионарный болевой синдром (complex regional pain syndrome, CRPS) и синдром постуральной ортостатической тахикардии (postural orthostatic tachycardia syndrome, POTS). Отчёт Европейского агентства лекарственных средств был опубликован в ноябре 2015 года с выводом, что связи между приёмом вакцины и данными осложнениями не выявлено. Датский врач Луиза Бринт (Louise Brinth) опубликовала эпидемиологические исследования по постуральной ортостатической тахикардии с подробной критикой отчёта Европейского агентства лекарственных средств. Гётше поддержал Бринт и отправил формальную жалобу в Европейское агентство лекарственных средств, критикуя их отчёт от мая 2018 года.
Гётше с соавторами обнаружил также серьёзные недочеты в кокрановском систематическом обзоре 2018 года по вакцинам против вируса папилломы человека.

### Системная критика препаратов, используемых в психиатрии
В вышедшей в 2015 году книге «Смертельно опасная психиатрия и корпоративное запирательство» Гётше остро критикует психотропные препараты с позиций доказательной медицины. На основе широкого обзора опубликованных исследований он делает вывод, что эти средства малоэффективны, но крайне опасны и что 98 процентов из принимающих их в настоящий момент лиц с психическими расстройствами могут на самом деле обойтись без них. Лишь немногим больным, по заключению Гётше, требуются нейролептики и бензодиазепиновые транквилизаторы, назначаемые на короткое время во время обострения и отменяемые постепенно для избежания синдрома отмены. Гётше призывает национальные министерства здравоохранения к коренному пересмотру национальных клинических рекомендаций по психиатрии и повсеместному открытию клиник, в которых больные, принимавшие годами антидепрессанты, стимуляторы и нейролептики, могли бы безопасно прекратить их приём, чтобы избежать синдрома отмены.

#### Преувеличение пользы и сокрытие смертельных исходов
Гётше указывает, что рандомизированные клинические испытания психотропных препаратов не позволили оценить пользу и вред этих лекарств. Большинство из них ошибочны, поскольку включали пациентов, которые уже принимали другой психотропный препарат. У больных, которые после прекращения приёма другого лекарства попадают в группу плацебо, начинается синдром отмены. Такая схема клинического испытания приводит к преувеличению эффектов нового препарата и повышает вероятность осложнений в группе плацебо. Так, например, в испытаниях антипсихотических препаратов больные с шизофренией из группы плацебо совершали самоубийства из-за синдрома отмены.
Ещё одной большой проблемой является, как пишет Гётше, сокрытие смертельных исходов в испытаниях, финансировавшихся фармацевтическими монополистами. На основе систематического обзора Управления по санитарному контролю за пищевыми продуктами и лекарствами (FDA) Гётше подсчитал, что реальное число самоубийств среди пациентов, принимавших антидепрессанты, в 15 раз выше официального показателя из отчёта FDA.
В частности, Гётше насчитал 14 самоубийства на 9956 человек, принимавших флуоксетин или пароксетин. В то же время FDA сообщило всего лишь о пяти суицидах на 52 960 человек. Разница объясняется тем, что FDA исключило из своего анализа все самоубийства во время синдрома отмены, когда пациенты прекращали приём антидепрессантов и проходило более 24 часов с момента прекращения приёма.

#### Увеличение смертности на психотропных препаратах
Гётше проанализировал систематический обзор плацебо-контролируемых испытаний нейролептиков у больных со старческим слабоумием, поскольку маловероятно, что они были на нейролептиках до рандомизации. Абсолютный риск общей смертности увеличился на 1 % — иными словами, использование нейролептиков приводит к одной дополнительной смерти на каждые сто пролеченных.
Гётше указывает также, что в тщательно спланированном когортном исследовании бензодиазепинов у больных старше 55 лет бензодиазепины увеличили риск общей смертности в два раза. Как и применение нейролептиков, использование бензодиазепинов в исследованиях приводило к одной дополнительной смерти в год на каждые сто больных.
Используя данные статистики по выписке психотропных препаратов в Дании и применяя коэффициенты увеличения абсолютного риска смерти (1 % для нейролептиков, 1 % для бензодиазепиновых транквилизаторов, 2 % для антидепрессантов), Гётше подсчитал, что эти три группы приводят к 3693 смертям в Дании в год. Он пересчитал эти цифры на население США и Европейского союза и в мае 2015 года сделал сенсационное заявление в ходе открытых дебатов в лондонском институте психиатрии (Institute of Psychiatry, Psychology and Neuroscience), что психотропные препараты ответственны, по самым скромным оценкам, за 539 тысяч смертей в год.

#### Сомнительная эффективность психотропных препаратов
Гётше утверждает, что двойные слепые клинические испытания ненадёжны не только из-за ломки вследствие изначально искажённой схемы исследования, но и из-за того, что они не были по-настоящему слепыми. Он ссылается на проведённый «Кокрановским сотрудничеством» систематический обзор клинических испытаний трициклических антидепрессантов, в которых к плацебо был подмешан атропин, чтобы больные и исследователи не смогли догадаться по побочным эффектам, кто находится в какой группе. Данный систематический обзор не обнаружил какой-либо значимой клинической разницы между антидепрессантами и плацебо, вызывавшим сухость во рту.
Гётше обнаружил в систематическом обзоре испытаний антидепрессантов флуоксетина и венлафаксина, что клинический эффект, оценивавшийся по шкале Гамильтона, в группе плацебо лишь на несколько дней отставал от клинического эффекта в группе, принимавшей антидепрессант. Гётше иронизирует, что если бы врачи были терпеливы и подождали пару дней, то они получили бы желаемый клинический результат и в группе плацебо. В сущности, утверждает Гётше, здесь наблюдается эффект не плацебо, а естественного течения депрессии, когда наступает спонтанная ремиссия.
Гётше приводит данные и по нейролептикам в лечении шизофрении. Он указывает, что в отчётах FDA по испытаниям новых антипсихотических препаратов эффективность, замеряемая по шкале позитивной и негативной симптоматики PANSS, равна 6 и что это намного ниже минимального клинического эффекта, равного 15 по шкале PANSS.
Гётше критикует также стимуляторы (амфетамин, метилфенидат, атомоксетин), применяемые у детей и подростков с так называемым синдромом дефицита внимания и гиперактивности, относительно которого не утихают споры, является ли он психическим заболеванием или нормальным поведением в детском возрасте. Гётше указывает, что крайне сомнительные положительные эффекты стимуляторов перекрываются доказанными серьёзными осложнениями и побочными эффектами. Он напоминает, что лабораторные испытания на животных доказывают прямое повреждающее действие стимуляторов на мозговые структуры.

## Исключение из рядов «Кокрановского сотрудничества»
Гётше, избранный в совет управляющих «Кокрановского сотрудничества» в 2017 году, был исключён из совета, и его членство в «Кокрановском сотрудничестве» аннулировали на ежегодном собрании совета в Эдинбурге в сентябре 2018 года. За это проголосовало 6 членов совета из 13. Совет объявил об этом шаге 26 сентября: «Кокран — это сотрудничество: организация, основанная на общих ценностях, разделяемых всеми его членами, и способности работать эффективно, бережно по отношению к друг другу и совместно — в духе сотрудничества. Решение Руководящего Совета было основано на продолжающемся, постоянно и последовательно повторяющемся паттерне деструктивного и неприемлемого поведения профессора Гётше, которое происходило в течение ряда лет, подрывало эту культуру и наносило ущерб работе, репутации и членам этой благотворительной организации». Совет организовал также юридическую проверку деятельности Гётше в качестве директора Скандинавского Кокрановского центра и заявил, что обнаружил нарушения.
Гётше, критический в своих оценках фармацевтических монополий и их влияний на медицинскую отрасль, выразил обеспокоенность по поводу «нарастающих авторитарной культуры и насаждения коммерческой модели» в «Кокрановском сотрудничестве», которые «угрожают научным, нравственным и общественным целям организации».
Герд Антес из Германского Кокрановского центра комментирует сложившуюся ситуацию как «кризис управления» и призывает к «строгой ориентации на цели и основополагающие принципы Кокрана», указывая, что «научная строгость, знание с наименьшими систематическими ошибками, максимальное доверие и постоянная бдительность по недопущению влияния чьих-либо интересов на доказательную базу» являются первоочередными задачами.

## Книги
- Peter C. Gøtzsche; Henrik R. Wulff. Rational Diagnosis and Treatment: Evidence-based Clinical Decision-making (англ.). — 4th. — John Wiley & Sons, 2007. — ISBN 9780470723685.
- Peter C. Gøtzsche. Mammography Screening: Truth, Lies and Controversy (англ.). — Radcliffe Publishing, 2012. — ISBN 9781846195853.
- Peter C. Gøtzsche. Deadly Medicines and Organised Crime: How Big Pharma Has Corrupted Healthcare (англ.). — Taylor & Francis, 2013. — ISBN 9781846198847.
- Peter C. Gøtzsche. Deadly Psychiatry and Organised Denial (неопр.). — People's Press, 2015. — ISBN 978-87-7159-623-6.
- Peter C. Gøtzsche. Death of a whistleblower and Cochrane’s moral collapse (англ.). — People's Press, 2019.
- Peter C. Gøtzsche. Survival in an Overmedicated World: Look Up the Evidence Yourself (англ.). — People's Press, 2019.

## Доклады
- Peter C. Gøtzsche (14 декабря 2012). Corporate crime in the pharmaceutical industry is common, serious and repetitive (PDF) (Report). Nordic Cochrane Centre. Архивировано из оригинала (pdf) 24 января 2013. Дата обращения: 4 июня 2014.
  - Short version of the above: Gotzsche, P. C. Big pharma often commits corporate crime, and this must be stopped (англ.) // BMJ : journal. — 2012. — Vol. 345, no. dec14 3. — P. e8462. — doi:10.1136/bmj.e8462. — PMID 23241451.